# ASL Airlines Hungary
ASL Airlines Hungary, anteriormente Farnair Hungary, é uma companhia aérea com sede no Aeroporto Internacional Ferenc Liszt de Budapeste em Budapeste, Hungria. Ela opera serviços regulares de carga expressa, serviços de fretamento ad hoc e missões de socorro. A companhia aérea opera uma frota de aeronaves de carga de médio porte Boeing 737-400SF atendendo clientes nos setores de encomendas expressas, correio e comércio online. Sua base principal é o Aeroporto Internacional Ferihegy de Budapeste.

## História
A companhia aérea foi criada e iniciou suas operações em 1990. Foi fundada como NAWA Air Transport, a primeira companhia aérea privada na Hungria após a Segunda Guerra Mundial. Em 1993, foi adquirida pela Farner Air Transport e foi renomeada como Farner Air Transport Hungary. Em 1997, tornou-se Farnair Hungary. É propriedade total da Farnair Switzerland.
A ASL Airlines Hungary faz parte do grupo global de serviços de aviação ASL Aviation Holdings, com sede em Dublin, Irlanda. O grupo é composto por várias empresas, entre elas 8 companhias aéreas, instalações de manutenção e várias empresas de leasing.
A companhia aérea oferece mais de 120 voos semanais em sua rede europeia, que vai da Escandinávia à Romênia, Itália, Grécia, Reino Unido e Irlanda.
Em 4 de junho de 2015, o ASL Aviation Group, empresa-mãe da Farnair Hungary, anunciou que a Farnair Hungary seria rebatizada como ASL Airlines Hungary.

## Frota
A frota da ASL Airlines Hungary inclui as seguintes aeronaves (Agosto de 2019):
| Aeronaves       | Em Serviço | Ordens | Notas |
| --------------- | ---------- | ------ | ----- |
| Boeing 737-400F | 6          | –      |       |
| Total           | 6          | 0      |       |